# Суво Село
Суво Село је насеље у Србији у општини Владимирци у Мачванском округу. Према попису из 2022. било је 252 становника.

## Галерија
- Дом културе
- Дом културе
- Споменици крајпуташи у селу, на путу Дебрц-Уб
- Спомен плоча у улазу школе
- Сеоска школа

## Демографија
У насељу Суво Село живи 332 пунолетна становника, а просечна старост становништва износи 43,6 година (43,0 код мушкараца и 44,3 код жена). У насељу има 133 домаћинства, а просечан број чланова по домаћинству је 3,04.
Ово насеље је великим делом насељено Србима (према попису из 2002. године), а у последња три пописа, примећен је пад у броју становника.
|  |

| Демографија | Демографија | Демографија |
| Година      | Становника  | Становника  |
| ----------- | ----------- | ----------- |
| 1948.       | 770         |             |
| 1953.       | 824         |             |
| 1961.       | 741         |             |
| 1971.       | 687         |             |
| 1981.       | 606         |             |
| 1991.       | 576         | 466         |
| 2002.       | 404         | 539         |

| Етнички састав према попису из 2002.‍ | Етнички састав према попису из 2002.‍ | Етнички састав према попису из 2002.‍ | Етнички састав према попису из 2002.‍ | Етнички састав према попису из 2002.‍ |
| ------------------------------------ | ------------------------------------ | ------------------------------------ | ------------------------------------ | ------------------------------------ |
|                                      |                                      |                                      |                                      |                                      |
| Срби                                 | Срби                                 |                                      | 401                                  | 99,25%                               |
| Хрвати                               | Хрвати                               |                                      | 1                                    | 0,24%                                |
| Мађари                               | Мађари                               |                                      | 1                                    | 0,24%                                |
| непознато                            | непознато                            |                                      | 0                                    | 0,0%                                 |

| Година пописа     | 1948. | 1953. | 1961. | 1971. | 1981. | 1991. | 2002. |
| ----------------- | ----- | ----- | ----- | ----- | ----- | ----- | ----- |
| Број домаћинстава | 132   | 139   | 146   | 148   | 150   | 155   | 133   |

| Број чланова      | 1  | 2  | 3  | 4  | 5 | 6 | 7 | 8 | 9 | 10 и више | Просек |
| ----------------- | -- | -- | -- | -- | - | - | - | - | - | --------- | ------ |
| Број домаћинстава | 28 | 32 | 21 | 30 | 9 | 8 | 4 | 1 | 0 | 0         | 3,04   |

| Пол    | Укупно | Неожењен/Неудата | Ожењен/Удата | Удовац/Удовица | Разведен/Разведена | Непознато |
| ------ | ------ | ---------------- | ------------ | -------------- | ------------------ | --------- |
| Мушки  | 188    | 52               | 111          | 18             | 5                  | 2         |
| Женски | 157    | 17               | 110          | 27             | 2                  | 1         |
| УКУПНО | 345    | 69               | 221          | 45             | 7                  | 3         |

| Пол    | Укупно                    | Пољопривреда, лов и шумарство | Рибарство                            | Вађење руде и камена | Прерађивачка индустрија       |
| ------ | ------------------------- | ----------------------------- | ------------------------------------ | -------------------- | ----------------------------- |
| Мушки  | 144                       | 123                           | 0                                    | 0                    | 5                             |
| Женски | 99                        | 89                            | 0                                    | 0                    | 0                             |
| УКУПНО | 243                       | 212                           | 0                                    | 0                    | 5                             |
| Пол    | Производња и снабдевање   | Грађевинарство                | Трговина                             | Хотели и ресторани   | Саобраћај, складиштење и везе |
| Мушки  | 1                         | 4                             | 3                                    | 0                    | 3                             |
| Женски | 0                         | 0                             | 2                                    | 0                    | 0                             |
| УКУПНО | 1                         | 4                             | 5                                    | 0                    | 3                             |
| Пол    | Финансијско посредовање   | Некретнине                    | Државна управа и одбрана             | Образовање           | Здравствени и социјални рад   |
| Мушки  | 0                         | 2                             | 0                                    | 2                    | 0                             |
| Женски | 0                         | 1                             | 0                                    | 3                    | 2                             |
| УКУПНО | 0                         | 3                             | 0                                    | 5                    | 2                             |
| Пол    | Остале услужне активности | Приватна домаћинства          | Екстериторијалне организације и тела | Непознато            | Непознато                     |
| Мушки  | 1                         | 0                             | 0                                    | 0                    | 0                             |
| Женски | 0                         | 0                             | 0                                    | 2                    | 2                             |
| УКУПНО | 1                         | 0                             | 0                                    | 2                    | 2                             |